# Magnerico de Tréveris
Magnerico (latín: Magnericus; f. Tréveris, 25 de julio de 596) fue un obispo de Tréveris, en Alemania, y santo católico. Su día conmemorativo es el 25 de julio.

## Biografía
Magnerico nació a principios del siglo VI. Fue educado por Niceto, obispo de Tréveris, quien le ordenó sacerdote e hizo de él su hombre de confianza. 
Cuando el rey Clotario I desterró a Niceto porque este le había excomulgado a causa de su vida de vicio, Magnerico le siguió al exilio. Al año siguiente, Sigeberto I levantó la pena de destierro y, seis años más tarde, Magnerico sucedió a Niceto en la sede de Tréveris. Magnerico era muy devoto de San Martín de Tours, en cuyo honor erigió varias iglesias y fundó un monasterio. En el curso de sus peregrinaciones a Tours, se hizo muy amigo de San Gregorio, obispo de Tours, quien dio testimonio de la santidad de Magnerico en sus escritos. El año 585, Guntramno de Borgoña desterró al obispo de Marsella, Teodoro de Marsella; este se refugió en Tréveris, y Magnerico, lo mismo que San Gregorio, fueron a defender la causa del obispo de Marsella ante el rey Childeberto II, quien profesaba gran veneración al obispo de Tréveris. También otro santo, Venancio Fortunato, conoció íntimamente a San Magnerico y alabó su piedad y saber como el ornato de la Iglesia. Magnerico tuvo numerosos discípulos; entre ellos se contaba a San Gauderico, uno de sus diáconos, quien llegó a ser obispo de Cambrai. Magnerico murió ya muy anciano, el año 596.
En el Acta Sanctorum puede verse entre otros documentos la biografía relativamente larga que escribió Eberwino, abad de San Martín de Tréveris.